# Bryomyces velenovskyi
Bryomyces velenovskyi är en svampart som först beskrevs av Bubák, och fick sitt nu gällande namn av Döbbeler 1978. Bryomyces velenovskyi ingår i släktet Bryomyces och familjen Pseudoperisporiaceae.  Arten är reproducerande i Sverige. Inga underarter finns listade i Catalogue of Life.